# 豊川村 (秋田県南秋田郡)
豊川村（とよかわむら）は秋田県南秋田郡にあった村。現在の潟上市東部にあたる。本項では1942年まで同区域にあった豊川村についても述べる。

## 歴史
- 1889年（明治22年）4月1日 - 町村制の施行により、船橋村、上虻川村、岡井戸村、槻木村、竜毛村、山田村の区域をもって豊川村（第1次）が発足。
- 1942年（昭和17年）4月1日 - 昭和町と合併し、改めて昭和町が発足。同日豊川村（第1次）廃止。
- 1950年（昭和25年）7月1日 - 昭和町のうち旧・豊川村域が分立して豊川村（第2次）が発足。
- 1956年（昭和31年）9月30日 - 再び昭和町と合併し、改めて昭和町が発足。同日豊川村（第2次）廃止。

## 交通

### 道路
現在は秋田自動車道、国道7号昭和飯田川バイパスが旧村域を通過するが、当時は未開業。